# Гірський масив Караул-Оба
«Караул-Оба» (крим. «Qaravul Oba», «Къаравул Оба» «Qaravul Oba», «К'аравул Обидва») — комплексна пам'ятка природи загальнодержавного значення, розташована на Південному березі Криму на території Судацької міськради. Площа — 100 га. Землекористувач — Судацьке державне лісомисливське господарство.
У Російській Федерації, яка захопила Крим, є об'єктом культурної спадщини федерального значення.

## Історія
Статус пам'ятки природи було присвоєно 14 жовтня 1975 року Постановою Ради Міністрів УРСР від 14.10.75 р № 780-р, шляхом реорганізації пам'ятки природи місцевого значення, заснованого в 1969 році.
Із жовтня 2015 року Археологічний комплекс «Караул-Оба» є об'єктом культурної спадщини федерального значення.

## Опис
Розташований на Південному березі Криму південно-східніше від села Веселе на території заказника «Новий Світ» і Морського лісництва, квадрат 45.
Найближчий населений пункт — Веселе, місто — Судак.

## Природа
Караул-Оба являє себою гору заввишки 341.9 м, складену міцним вапняком органічного походження. На західному схилі гірського масиву розташовані залишки боспорської фортеці Кутлак.

## Галерея

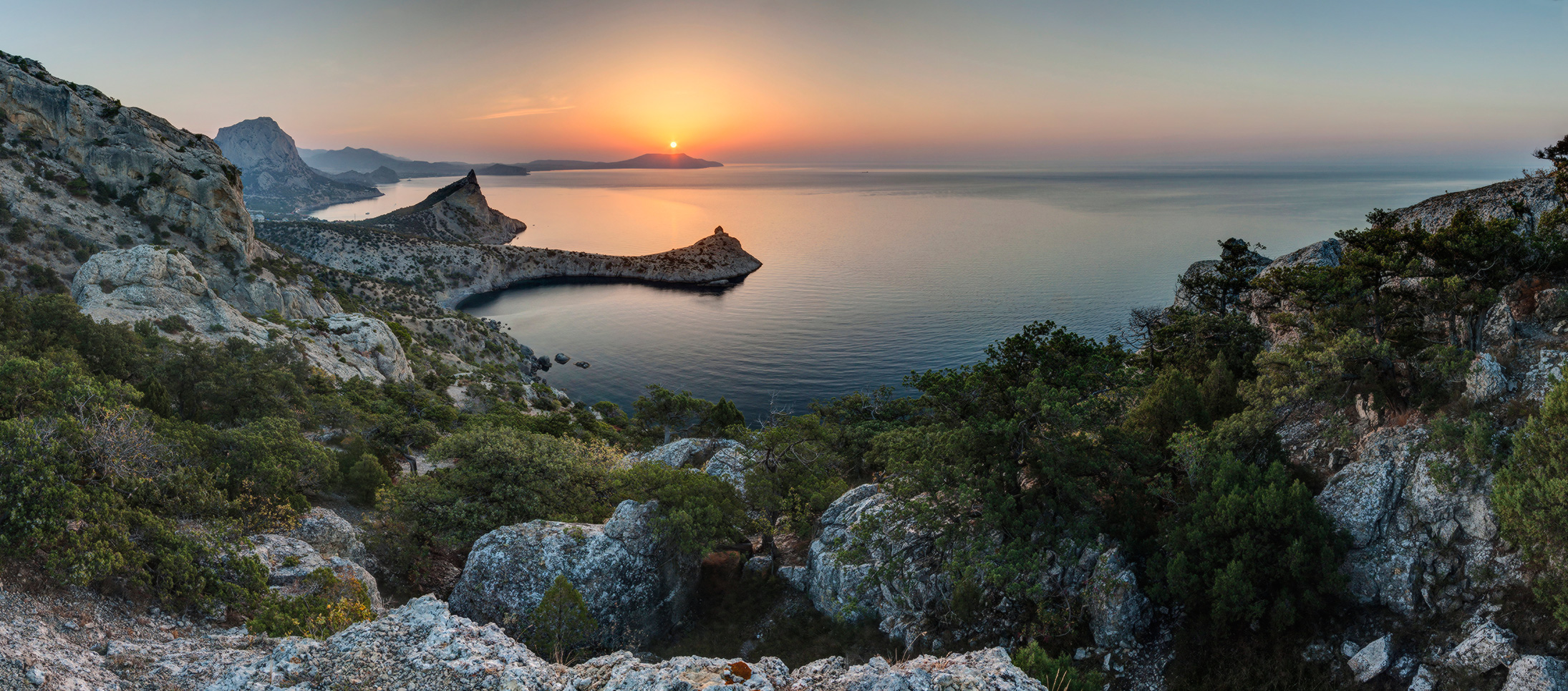
Караул-Оба. Світанок на Піку Космосу
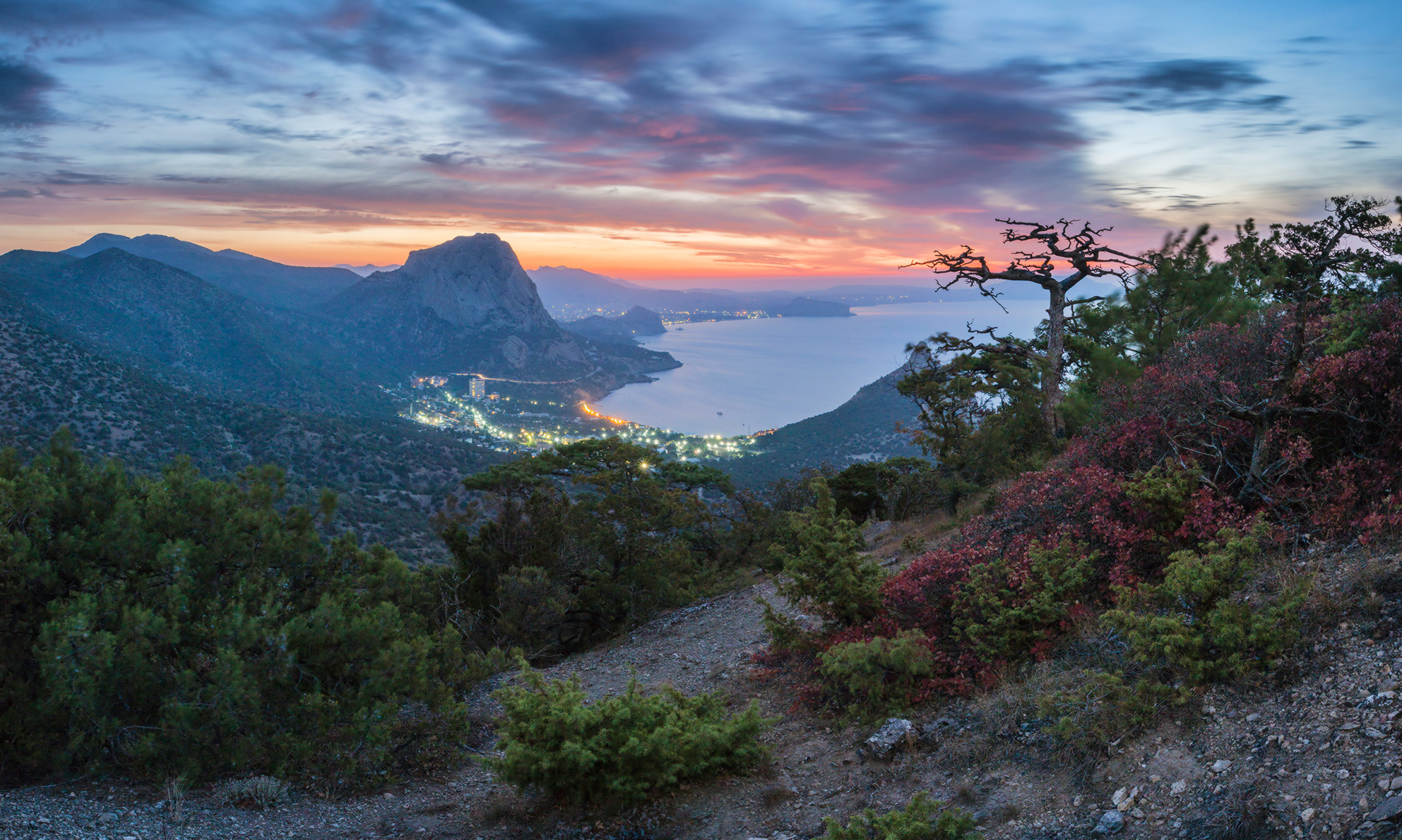
Караул-Оба. Світанок на вершині
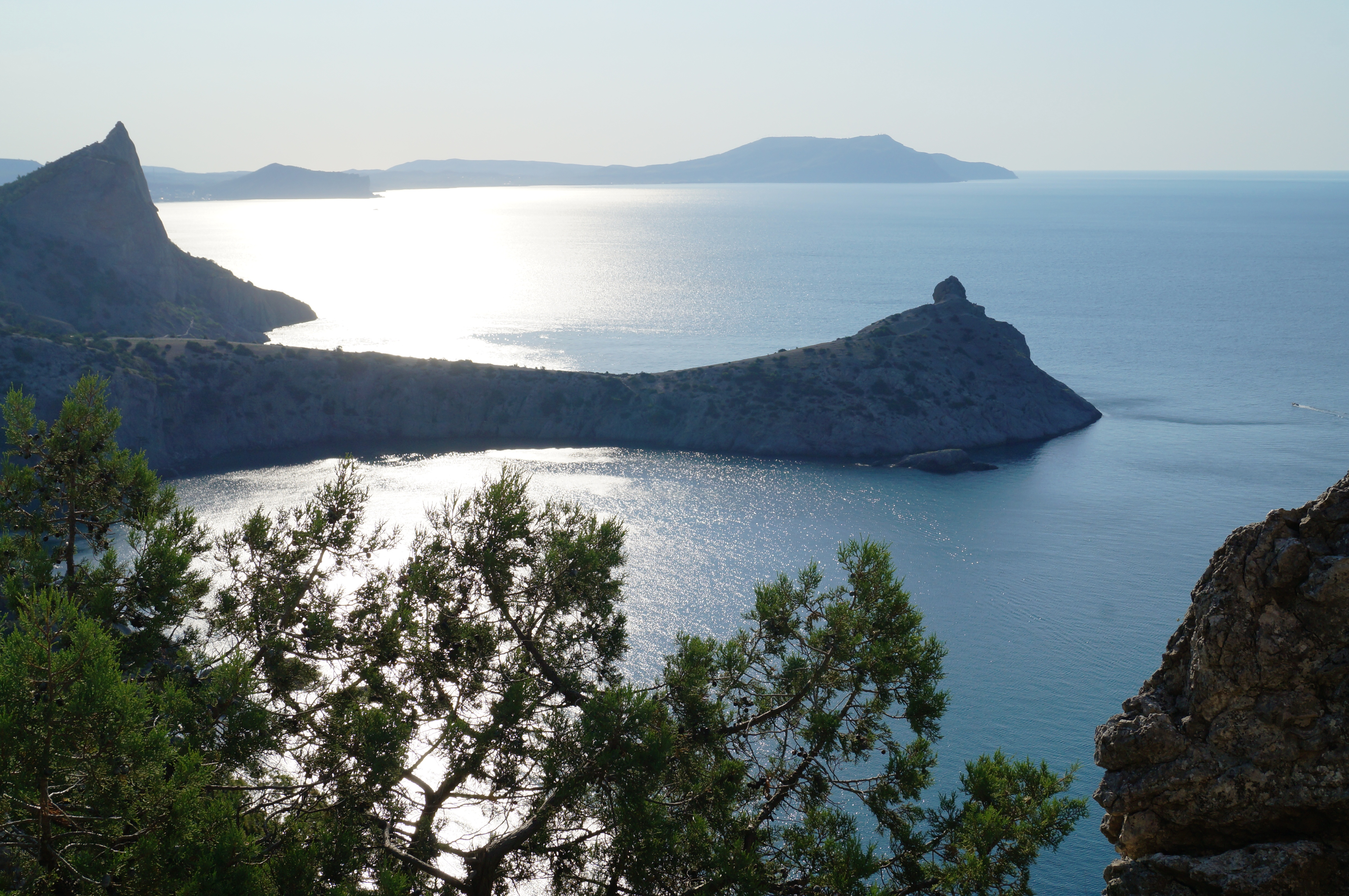
Вид із Караул-Оба на Царський пляж і мис Капчик